# کمر (کوزان)
کمر (به ترکی استانبولی: Kemer) یک منطقهٔ مسکونی در ترکیه است که در قوزان (ترکیه) واقع شده‌است.